# Сопротивление вражескому допросу
«Сопротивление вражескому допросу» (англ. Resisting Enemy Interrogation) — американский учебный пропагандистский фильм 1944 года, снятый кинокомпанией First Motion Picture Unit (подразделение ВВС Армии США). Никто из актёров и съёмочной группы в титрах не указан. Режиссёром картины выступил Бернард Ворхаус, хотя некоторые источники утверждают, что им был Роберт Синклер.
Номинант на премию «Оскар»-1945 в категории «Лучший полнометражный документальный фильм».
Лента находится в общественном достоянии в США.

## Сюжет
1944 год. Немецкая разведка обеспокоена новинкой врагов — бомбардировщиком B-99 и информацией о скором налёте эскадрильи этих самолётов. Над Италией сбит один B-99, и его экипаж отправляется в лагерь «Дулаг Люфт». Немецкие специалисты начинают допрос лётчиков. Они не используют пытки, однако применяют другие хитроумные способы: имитируют казнь, чтобы напугать военнопленных; применяют одиночное заключение; подсылают якобы нейтральных представителей Красного креста (в том числе симпатичных молоденьких медсестёр), чтобы в общении «по душам» разговорить пилотов. В итоге каждый из трёх лётчиков так или иначе раскрывает известную ему часть информации о грядущей атаке (кто из высокомерия, кто из страха, а кто от наивности), и этого оказывается достаточно, чтобы немцы сложили полную картину. В итоге нацисты смогли подготовиться к налёту и сбили 21 B-99, 105 пилотов погибли. Узники, погубившие своих товарищей, остаются в заключении.
Офицер разбора полётов на собрании выживших участников этой провальной атаки объясняет собравшимся, что в плену нельзя говорить совершенно ничего, даже самых простых и безобидных вещей; находясь в лагере, нельзя терять бдительность ни на минуту; бесполезно пытаться перехитрить врага.

## В ролях
В главных ролях
- Карл Эсмонд — майор фон Бен, комендант-нацист, специалист по допросам
- Джеймс Сиэй — капитан Джеймс Н. Спенсер, пилот «B-99»
- Дон Портер — лейтенант Фрэнк Л. Уильямс, второй пилот «B-99»
- Артур Кеннеди — сержант Альфред Мейсон, член экипажа «B-99»

В ролях
- Луис Адлон[англ.] — майор Франц Комер
- Рэнд Брукс — пилот
- Стивен Герей — доктор Виктор Мюнц
- Джордж Доленц[англ.] — капитан Вольбрихт
- Сэм Лок[англ.] — нацист
- Ллойд Нолан — офицер разбора полётов ВВС США
- Джордж О’Хэнлон[англ.] — американский пилот в штабе
- Генри Роуленд[англ.] — сержант Рензер
- Кент Смит — капитан Рейнинг, американский рабочий, пособник нацистов
- Крейг Стивенс[англ.] — пилот «B-26»
- Чарльз Таннен[англ.] — сержант Фрюлих с немецкого тюремного завода
- Ганс Генрих фон Твардовски[англ.] — герр Малер, представитель немецкого Красного креста[англ.]
- Макс Уилк[англ.] — нацист
- Ганс Шумм[англ.] — немец-часовой
- Питер ван Эйк  — капитан Гранах, молодой офицер-нацист

## Производство, показ, ремейк
Бо́льшая часть фильма была снята на студии Хэла Роуча. Баварский за́мок, представленный в фильме лагерем для военнопленных, был снят с открытки. После окончания войны на студию Warner Bros. пришли два лётчика, которые рассказали, что содержались в плену и допрашивались именно в этом замке. К тому времени они оба уже смотрели данный фильм, поэтому были так поражены и удивлены, что не могли сдержать свой смех, введя в полное замешательство нацистов, которые с этой лентой были не знакомы.
В картине снимались самолёты союзников Douglas A-20 Havoc, Lockheed Hudson, Martin B-26 Marauder и North American B-25 Mitchell. Из вражеских самолётов был представлен только Messerschmitt Bf.109, сцены с которыми были сняты на основе архивных киноматериалов и с использованием маленьких моделей.
Фильм был снят под эгидой Департамента военной информации и был предназначен в основном для военнослужащих и обслуживающего персонала ВВС. Однако уже спустя месяц после премьеры, в августе 1944 года, он был показан на широких экранах Нью-Йорка.
В 1951 году на экраны вышел ремейк ленты, озаглавленный «Цель неизвестна». Вся съёмочная группа и актёры были другими, за исключением Стивена Герея, который в старом фильме исполнил роль доктора Виктора Мюнца, а в новом — Жана. Концовка фильма была принципиально изменена: пленный экипаж сумел бежать из немецкого лагеря.